# Холбус, Мирко
Мирко Холбус (серб. Мирко Холбус / Mirko Holbus; 26 января 1940 года, Белград — 15 января 2015 года, там же) — югославский сербский хоккеист, нападающий.

## Биография
Выступал на позиции нападающего за клуб «Партизан». За сборную Югославии играл на зимних Олимпийских играх 1964 года и на чемпионате мира 1961 года.
Супруга — Ясмина, сын — Алекс.
Именем Мирко Холбуса назван мемориальный юношеских хоккейный турнир, проводящийся ежегодно в Белграде с участием хоккеистов «Партизана». В разные годы в турнире участвовали команды из России, Словении, Болгарии, Хорватии и других стран.